# Овечкино (Вачский район)
Ове́чкино — деревня в Вачском районе Нижегородской области. Входит в состав Новосельского сельсовета. 

## География
Расположено на северо-западе района, на левом берегу реки Шерша, высота над уровнем моря 171 м.Соседние сёла: Пальцино в 1,5 км западнее, Мякишево в 1,7 км на северо-запад, Бежаново в 1 км северо-восточнее и Спасск в 1,5 км восточнее. Райцентр Вача примерно в 14 км на юго-восток.

## История
Деревня впервые упоминается в окладных книгах Рязанской епархии 1676 года в составе Козьмодемьянского прихода, в ней был 28 дворов крестьянских.
Деревня встречается на «Планах генерального межевания Муромского уезда» 1796 года. 
В конце XIX — начале XX века деревня входила в состав Яковцевской волости Муромского уезда Владимирской губернии. В 1859 году в деревне числилось 35 дворов, в 1905 году — 57 дворов, в 1926 году — 73 дворов. 
С 1929 года деревня являлась центром Овечкинского сельсовета Вачского района Горьковского края, с 1931 года — в составе Мякишевского сельсовета, с 1936 года — в составе Горьковской области, с 1954 года — в составе Лесниковского сельсовета, с 1960 года — в составе Новосельского сельсовета. 

## Население
| 1859 | 1905 | 1926 | 1999 | 2002 | 2010 |
| ---- | ---- | ---- | ---- | ---- | ---- |
| 220  | ↗328 | ↗350 | ↘2   | ↗3   | ↘0   |